# 米利森特·维兰托
米利森特·维兰托（1993年5月29日—），印尼女子羽毛球運動員。

## 簡歷
2014年8月，米利森特·维兰托出戰新加坡國際系列賽，贏得女子單打亞軍。

## 主要比賽成績
只列出曾進入準決賽的國際賽事成績：
| 年份   | 賽事                   | 公開賽級別 | 項目     | 成績   |
| ------ | ---------------------- | ---------- | -------- | ------ |
| 2013年 | 越南羽毛球國際挑戰賽   | 國際挑戰賽 | 女子單打 | 準決賽 |
| 2013年 | 印尼羽毛球國際挑戰賽   | 國際挑戰賽 | 女子單打 | 準決賽 |
| 2014年 | 新加坡羽毛球國際系列賽 | 國際系列賽 | 女子單打 | 亞軍   |

| 2007-2017年 | 首要超級賽 | 超級賽 | 黃金大獎賽 | 大獎賽 | 國際挑戰賽 | 國際系列賽 | 未來系列賽 | 其他 |

| 2018-2026年 | 總決賽 | 超級1000賽 | 超級750賽 | 超級500賽 | 超級300賽 | 超級100賽 | 國際挑戰賽 | 國際系列賽 | 未來系列賽 | 其他 |